# Rezolucija Opće skupštine UN-a 68/262
Rezolucija Opće skupštine Ujedinjenih naroda A/RES/68/262 usvojena je 27. ožujka 2014. kao rezultat otvorenog savjetovanja na 80. plenarnoj sjednici 68. zasjedanja Opće skupštine UN-a. Ovo zasjedanje Opće skupštine UN-a sazvano je s nakanom rješavanja problema oružanog sukoba i ruske okupacije dijelova teritorija Ukrajine (Autonomna Republika Krim, Sevastopolj).
Dokument je usvojen kao odgovor UN-a na aneksiju dijelova teritorija Ukrajine od strane Rusije, a donesen je pod naslovom "Teritorijalni integritet Ukrajine". Neobvezujuća rezolucija je potvrdila predanost Opće skupštine UN-a po pitanju teritorijalne cjelovitosti Ukrajine unutar svojih međunarodno priznatih granica i istakla nevaljanost Krimskog referenduma (2014).
Rezoluciju je podržalo 100 članica Ujedinjenih naroda. 11 država je glasalo protiv rezolucije. Bilo je 58 uzdržanih, a preostale 24 države nisu sudjelovale u glasovanju zbog odsutnosti svojih predstavnika. Rezoluciju su predložile Kanada, Kostarika, Njemačka, Litva, Poljska i Ukrajina. Usvajanju rezolucije prethodili su neuspješni pokušaji Vijeća sigurnosti UN-a. Sazvano je sedam sastanaka kako bi se pronašlo rješenje za krimsku krizu. Rezultat tih nastojanja bio je veto Rusije.

## Vanjske poveznice
- Cjeloviti tekst rezolucije 68/262 (engl.)